# Mein Teil
«Mein Teil» (нім. «Частина Мене», «Моя доля» (гра значень слова Teil)) — сімнадцятий сингл групи «Rammstein». В основу кліпу була покладена історія про людину-людожера, який розмістив оголошення про пошук своєї жертви в Інтернеті. Пісня була номінована на премію «Греммі» в категорії «Best metal song» у 2006 році.

## Відеокліп
Зйомки кліпу проходили 2 і 3 червня 2004 року в Берліні.
У перший день знімали в павільйонах, де кожен учасник групи робив перед камерою те, що він вважав найдоречнішим робити під музику цієї пісні.
У другий день зйомки проходили на відкритому повітрі, знімали, як ударник веде на повідку решту групи. Режисером кліпу виступив Zoran Bihac, який також був режисером кліпу «Links 2 3 4».
Існує дві версії кліпу — з цензурою і без. У версію з цензурою не увійшла сцена з «ангельським мінетом».

## Живе виконання
Вперше пісня була представлена в жовтні 2004 року. Виконувалася на кожному концерті «Reise, Reise»- туру. Під час виконання пісні вокаліст Тілль в кухарському ковпаку, брудному фартусі і з закривавленим ротом викочує на сцену казан, в якому знаходиться клавішник групи Флакі. Зверніть увагу на мікрофон, стилізований під обробний ніж. Виконуючи пісню, вокаліст стріляє потоком полум'я з вогнемета під казан, символізуючи «приготування» людини. Флакі в той же час спочатку кожен раз ховається у казані, а потім вистрибує й тікає від Тіля, який йде за ним й випускає вогонь в слід Флакі.